# József Krocskó
József Krocskó, né le 20 avril 1968, est un ancien joueur de tennis professionnel hongrois.

## Carrière
Il n'a jamais gagné de tournois ATP ou Challenger mais il a atteint trois finales en simple dans cette catégorie : Budapest en 1995, Brunswick et Skopje en 1996.
Il a été membre de l'Équipe de Hongrie de Coupe Davis de 1993 à 1997. En 1994, il joue deux matchs à enjeu dans le groupe mondial : il bat Henri Leconte 6-4, 7-64, 6-3 mais perd face à Arnaud Boetsch 6-3, 6-3, 6-1. En 1996, face à la République Tchèque, il s'incline 6-3, 6-3, 6-4 face à Daniel Vacek.

## Parcours dans les tournois duGrand Chelem

### En simple
| Année | Open d'Australie | Open d'Australie | Internationaux de France | Internationaux de France | Wimbledon | Wimbledon | US Open | US Open |
| ----- | ---------------- | ---------------- | ------------------------ | ------------------------ | --------- | --------- | ------- | ------- |
| 1993  | —                | —                | 1er tour (1/64)          | C. Costa                 | —         | —         | —       | —       |
| 1997  | —                | —                | 2e tour (1/32)           | S. Simian                | —         | —         | —       | —       |

N.B. : à droite du résultat se trouve le nom de l'ultime adversaire.